# Euphydryas iduna
Euphydryas iduna — вид денних метеликів родини сонцевиків (Nymphalidae).

## Поширення
Вид поширений в тундрі на півночі Скандинавії, Кольського півострова та Європейської частини Росії, на альпійських луках в горах Східного Казахстану, Сибіру на схід до Камчатки, Монголії, Північного Кавказу, Східної Туреччини.

## Опис
Довжина переднього крила імаго 17-26 мм. Голова з очима, покритими волосками, що стирчать. Губні щупики також покриті волосками. Вусики з булавою. Передні крила з вигнутим зовнішнім краєм, край задніх крил округлий. Статевий диморфізм виражений слабо. Крила на верхній стороні руді, з темним сітчастим візерунком.

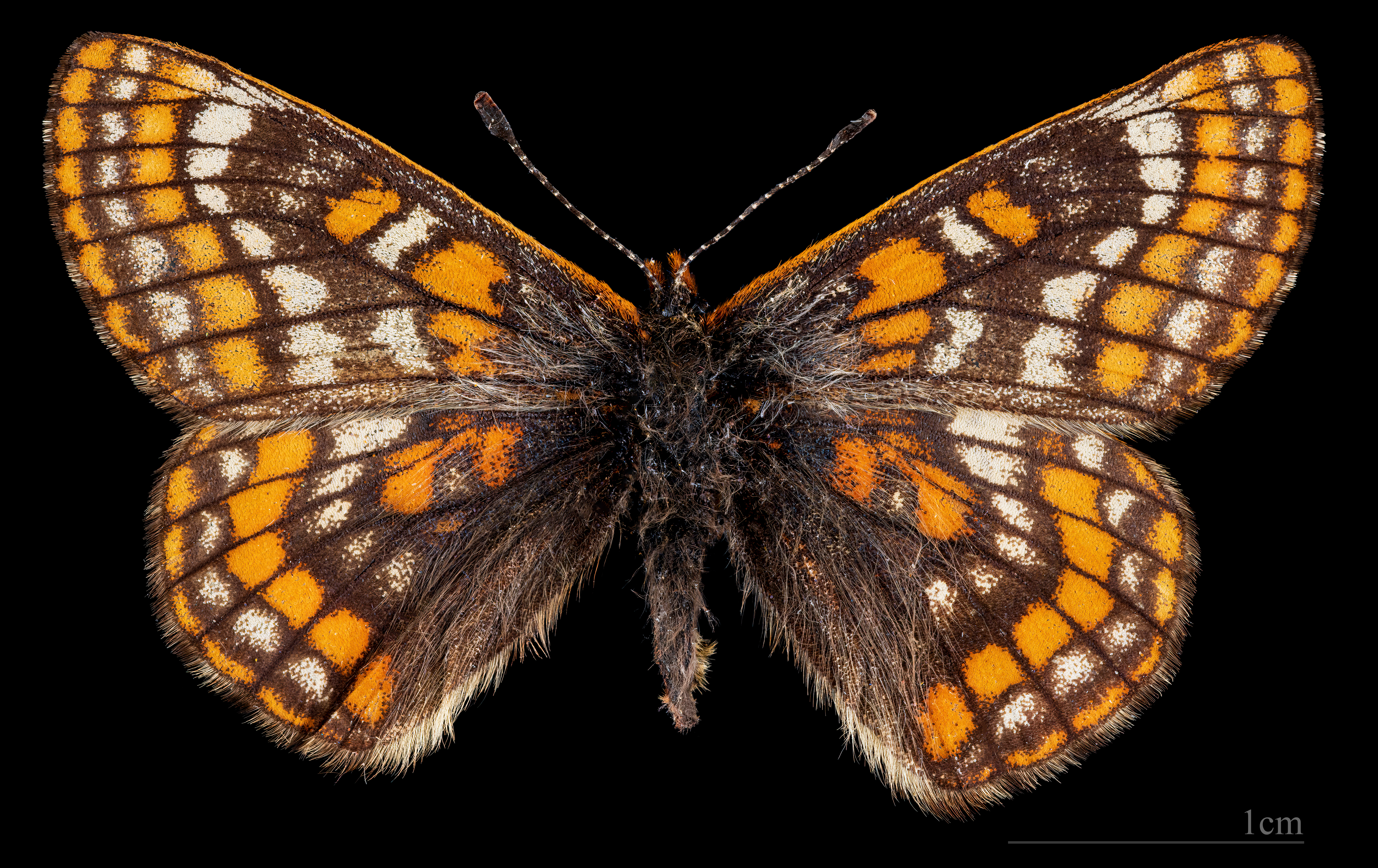
Euphydryas iduna  ♀
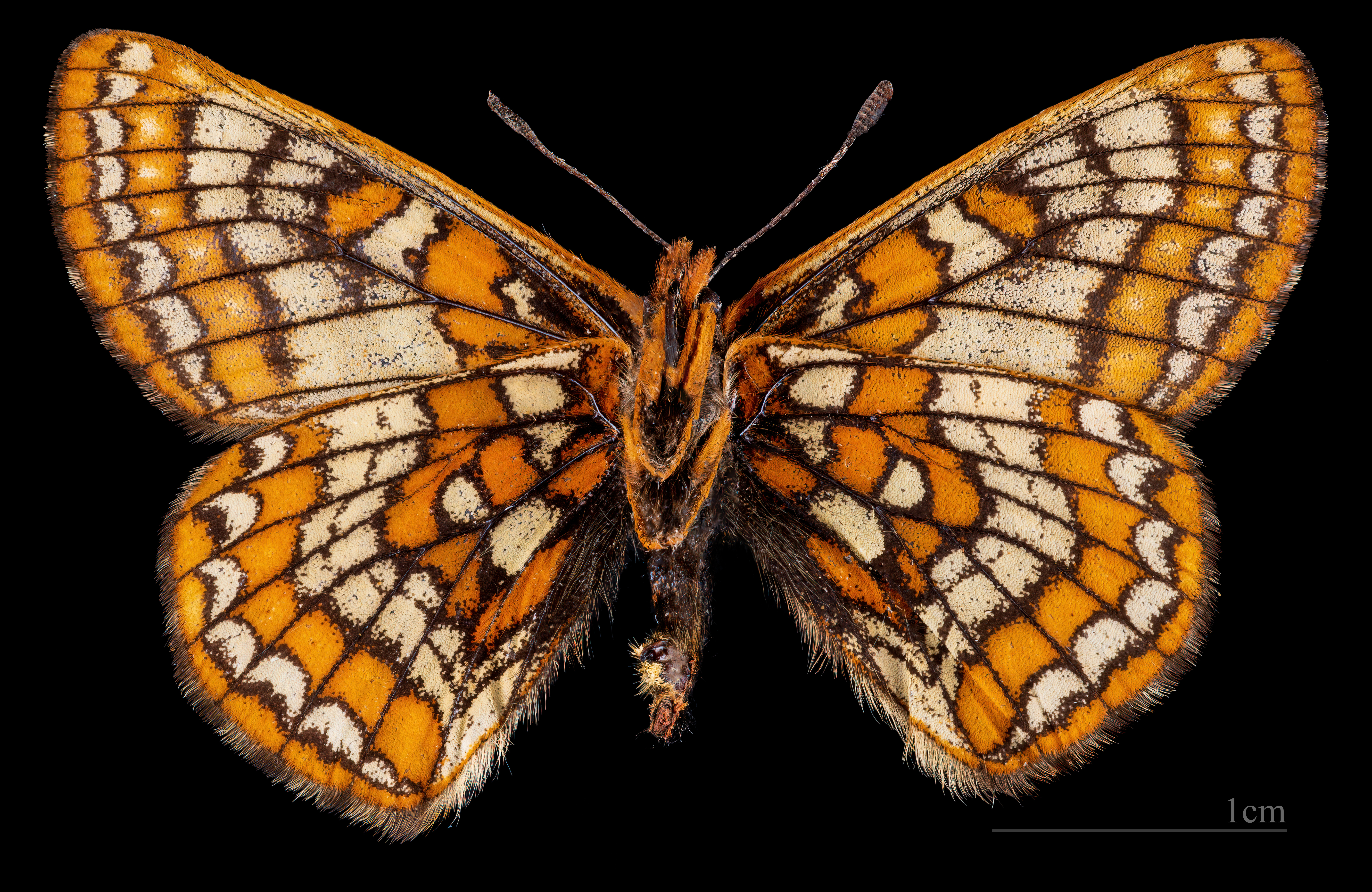
Euphydryas iduna  ♀ △